# Symfonie nr. 6 (Joseph Haydn)
De Symfonie nr. 6 is een symfonie van Joseph Haydn, waarschijnlijk geschreven in 1761. De symfonie heeft als bijnaam Le Matin (Frans voor De Ochtend), samen met de 7de en 8ste vormt het een onderdeel van de zogenaamde Dagtrilogie (een verzameling van 3 symfonieën, die de delen van de dag belichamen). De bijnaam is afgeleid van de eerste beweging. Deze wekt namelijk, door de trage inleiding, het gevoel van een zonsopgang op.

## Bezetting
- 2 hobo's
- 2 fagotten
- 2 hoorns
- pauken
- strijkers
- klavecimbel
- 1 dwarsfluit

## Delen
Het werk bestaat uit vier delen:
1. Adagio - Allegro
2. Adagio - Andante - Adagio
3. Menuetto en trio
4. Finale: Allegro

1 · 2 · 3 · 4 · 5 · 6 (Le Matin) · 7 (Le Midi) · 8 (Le Soir) · 9 · 10 · 11 · 12 · 13 · 14 · 15 · 16 · 17 · 18 · 19 · 20 · 21 · 22 (De Filosoof) · 23 · 24 · 25 · 26 (Lamentatione) · 27 · 28 · 29 · 30 (Halleluja) · 31 (Hoornsignaal) · 32 · 33 · 34 · 35 · 36 · 37 · 38 (Echo) · 39 · 40 · 41 · 42 · 43 (Mercurius) · 44 (Treursymfonie) · 45 (Afscheidssymfonie) · 46 · 47 (Palindroom) · 48 (Maria Theresia) · 49 (La Passione) · 50 · 51 · 52 · 53 (L'Impériale) · 54 · 55 (De schoolmeester) · 56 · 57 · 58 · 59 (Vuursymfonie) · 60 (Il distratto) · 61 · 62 · 63 (La Roxelane) · 64 (Tempora mutantur) · 65 · 66 · 67 · 68 · 69 (Laudon) · 70 · 71 · 72 · 73 (La chasse) · 74 · 75 · 76 · 77 · 78 · 79 · 80 · 81

88 · 89 · 90 · 91 · 92 (Oxford)

- Gemeinsame Normdatei: 300070136
- Library of Congress Control Number: n83188386
- MusicBrainz work: 430feb8d-5b19-47a9-8cae-5e64aa988857
- Nationale Bibliotheek van Israël: 987007424441905171
- Virtual International Authority File: 303300479